# Bermuda Run
Bermuda Run est une ville américaine située dans le comté de Davie dans l'État de Caroline du Nord. En 2010, sa population était de 1 725 habitants.

## Démographie
| 2000  | 2010  | - | - | - | - |
| ----- | ----- | - | - | - | - |
| 1 431 | 1 725 | - | - | - | - |

## Source de la traduction
- (en) Cet article est partiellement ou en totalité issu de l’article de Wikipédia en anglais intitulé « Bermuda Run, North Carolina » (voir la liste des auteurs).